# Шаренград (Нови Сад)
Шаренград је градска четврт Новог Сада. Део је Новог Насеља (Бистрице).
Шаренград се налази у западном делу Новог Насеља и у саставу је месне заједнице "Бистрица". Лоциран је између улице Сомборска рампа на западу, Булевара Јована Дучића на југу, Булевара кнеза Милоша на истоку и границе месне заједнице "Југовићево" на северу. Насеље се шири и на југ, изградњом нових стамбених блокова, јужно од Булевара Јована Дучића. 
У насељу нема јавних установа или значајнијих привредних објеката. 
Северно од насеља Шаренград налази се насеље Југовићево, источно су централни делови Новог Насеља, јужно је део Радне зоне запад са старим расадником ЈКП "Зеленило" и Јавним градским саобраћајним предузећем "Нови Сад", док је западно лоцирано насеље Ветерничка Рампа, које је део Ветерника.